# Knitting
『knitting』（ニッティング）は、チリヌルヲワカのアコースティックアルバム。

## 概要
本作は、チリヌルヲワカがこれまでに発表してきた楽曲をアコースティック・アレンジで再録したセルフカバー・アルバム。過去5作のオリジナルアルバムからの選曲に加え、PlayStation 3用ゲームソフト「エスカ&ロジーのアトリエ 〜黄昏の空の錬金術士〜」のテーマソングに採用されたCD未収録の「甘いご褒美」「ミルク色の峠」を含む全10曲を収録。
アルバム・タイトルの“knitting”とは「編み物」の意味で、「手編みのようなあたたかみがあり、どこかいびつで、手作り感やアナログ感といった風合いが持ち味となるようなアコースティック作品を目指した」という。

## 収録曲
| 全作詞・作曲: 中島優美、全編曲: チリヌルヲワカ。 |                    |          |            |
| #                                                | タイトル           | 作詞     | 作曲・編曲 |
| 1.                                               | 「甘いご褒美」     | 中島優美 | 中島優美   |
| 2.                                               | 「連鎖」           | 中島優美 | 中島優美   |
| 3.                                               | 「マシーン」       | 中島優美 | 中島優美   |
| 4.                                               | 「作りかけの歌」   | 中島優美 | 中島優美   |
| 5.                                               | 「永久-とこしえ-」 | 中島優美 | 中島優美   |
| 6.                                               | 「印-しるし-」     | 中島優美 | 中島優美   |
| 7.                                               | 「空蝉」           | 中島優美 | 中島優美   |
| 8.                                               | 「ミルク色の峠」   | 中島優美 | 中島優美   |
| 9.                                               | 「蜻蛉」           | 中島優美 | 中島優美   |
| 10.                                              | 「灰と朗」         | 中島優美 | 中島優美   |